# Stres w pracy
Stres w pracy – stan dyskomfortu psychicznego wywołany rozbieżnością pomiędzy warunkami  i wymaganiami stawianymi pracownikowi a jego możliwościami poradzenia sobie z nimi w danym momencie. Pracownik dostrzega ten rozdźwięk jako zagrożenie swego zdrowia, życia lub własnej integralności. 

## Identyfikacja stresu w miejscu pracy
Według koncepcji Roberta Karaska i Toresa Theorella w procesie powstawania stresu zawodowego decydujące znaczenie mają następujące czynniki:
1. poziom wymagań,
2. zdolność sprostania tym wymaganiom,
3. brak wsparcia społecznego.

Podstawowe kombinacje tych czynników i ich wpływ na pracownika  :
- poziom wymagań - niski oraz zakres kontroli - niski = PASYWNOŚĆ
- poziom wymagań - niski oraz zakres kontroli - wysoki = RELAKS (niskie napięcie)
- poziom wymagań - wysoki oraz zakres kontroli - niski = STRES (wysokie napięcie)
- poziom wymagań - wysoki oraz zakres kontroli - wysoki = AKTYWNOŚĆ

Model ten zakłada, że największe obciążenie stresem zawodowym występuje wówczas gdy pracownik w warunkach niskiej kontroli nad pracą musi sprostać dużym oczekiwaniom, nie mając przy tym zapewnionej odpowiedniej pomocy ze strony organizacji. 

## Przyczyny stresu
Do czynników zagrażających w obszarze wymagań zalicza się m.in.: 
- przeciążenie ilościowe pracą – na pracowniku spoczywa obowiązek wykonania dużej liczby zadań w krótkim czasie a warunki pracy uniemożliwiają koncentrację,
- przeciążenie jakościowe pracą, powodowane m.in. przez: zadania trudne lub skomplikowane umysłowo wymagające ciągłego dokształcania pracownika,
- niedociążenie jakościowe, będące skutkiem takich sytuacji, jak m.in.: monotonia pracy lub praca poniżej możliwości pracownika,
- konfliktowość roli oddziałująca na pracownika w sytuacjach takich, jak: konieczność godzenia sprzecznych interesów czy praca w sytuacji uzyskiwania sprzecznych poleceń.

Sytuacje zagrażające w obszarze kontroli nad pracą obejmują przykładowo:
- brak jasności co do zakresu zadań albo odpowiedzialności,
- brak jasności w zakresie kryteriów oceny pracy i/lub brak informacji zwrotnej o wynikach pracy,
- brak jasności co do celów pracy i stawianych wymagań,
- niskie poczucie bezpieczeństwa w pracy.

Zagrożenia w zakresie wsparcia społecznego to m.in.:
- utrudniony kontakt z przełożonym,
- praca w izolacji,
- brak systemu motywacyjnego,
- system motywacyjny nastawiony na rywalizację.

## Skutki ekonomiczne stresu zawodowego
Stres nie tylko wpływa na zdrowie pracowników, wywołuje także skutki ekonomiczne kluczowe dla funkcjonowania każdego przedsiębiorstwa.
Dotknięci stresem zawodowym pracownicy i pracodawcy są wyczerpani fizyczne i psychiczne. Z tego powodu: 
1. zdarzają się im niezamierzone błędy,
2. są niechętni zmianom, nowościom w pracy,
3. tracą zainteresowanie pracą – tzw. „wypalenie zawodowe”,
4. pracują nieefektywnie i nieskutecznie,
5. w skrajnych wypadkach odchodzą z pracy.

## Przeciwdziałanie stresowi w miejscu pracy
Działania zapobiegające stresowi zawodowemu to z jednej strony interwencja nastawiona na organizację – polegająca na osłabieniu stresującego charakteru środowiska zewnętrznego, z drugiej zaś działania ukierunkowane na jednostkę - służące obniżeniu indywidualnej podatności na stres.
- Działania organizacyjne:

Zarządzanie przez partycypację 
Środkiem zwiększającym kontrolę pracownika nad zleconą mu pracą, jest angażowanie go w różne procesy organizacyjne, a szczególnie pozwolenie mu na samodzielne podejmowanie decyzji podczas realizacji zadań.
Odpowiednie wsparcie społeczne oraz dostępność informacji zwrotnej
Zapewniane m.in. poprzez różne rodzaje formalnych i nieformalnych spotkań, wyjazdów integracyjnych. 
Oferowanie elastycznych godzin pracy  
Dzięki takiemu podejściu można przeciwdziałać stresowi związanemu z niemożnością utrzymania równowagi praca – dom (zwłaszcza u kobiet). 
Uświadamianie pracownikowi jego roli zawodowej i określanie celów 
Polega na szczegółowym wyjaśnianiu pracownikom ich roli zawodowej i zakresów odpowiedzialności a także sposobów osiągania celów.
Jest tu także ważne odpowiednie motywowanie pracowników.
Tworzenie autonomicznych zespołów 
Przykładem może być tworzenie 8–12-osobowych zespołów, które dysponują większą niezależnością i są odpowiedzialne nie za jedno, lecz grupę zadań.
- Działania indywidualne:

Samoakceptacja i pozytywne myślenie
Uświadomienie sobie oraz zaakceptowanie granic własnych możliwości chroni przed dążeniem do nierealistycznych celów.
Dobra ocena wydarzeń, skupienie uwagi na dodatnich aspektach przeżyć, niweluje skutki stresu.
Wsparcie najbliższych
Uzyskanie społecznego wsparcia zwiększa poczucie własnej wartości, uspokaja i uśmierza negatywne uczucia.
Planowanie
Efektywne planowanie prowadzi do sprawniejszej realizacji zadań. Ustalanie priorytetów umożliwia skupienie się na najistotniejszych zadaniach.
Poczucie kompetencji
Osoby, które są pewne swoich kwalifikacji i wiedzy rzadziej oceniają wykonywaną pracę jako stresującą. 
Trening relaksacyjny i ćwiczenia fizyczne
Trening relaksacyjny jest doskonałym sposobem na uwolnienie się od skutków stresu. Polega on na stopniowym zmniejszaniu napięcia mięśniowego, co pozwala kontrolować zdenerwowanie. Ćwiczenia fizyczne mogą zwiększyć odporność na stres oraz poprawić samopoczucie.